# Mézenc
Mézenc este o arie protejată (sit de importanță comunitară — SCI) din Franța întinsă pe o suprafață de 2.791,6 ha, integral pe uscat.

## Localizare
Centrul sitului Mézenc este situat la coordonatele 44°55′49″N 4°10′15″E / 44.93018°N 4.17078°E.

## Înființare
Situl Mézenc a fost declarat arie specială de conservare în baza directivei 92/43 din 1992 referitoare la conservarea habitatelor naturale și a faunei și florei sălbatice pentru a proteja 4 specii de plante.

## Biodiversitate
Situată în ecoregiunea continentală, aria protejată conține 15 habitate naturale: Pajiști uscate europene, Pajiști alpine și boreale, Formațiuni ierboase bogate în specii de Nardus, dezvoltate pe substraturi silicioase în zone montane (și în zone submontane, în Europa continentală), Liziere de ierburi înalte hidrofile de câmpie și de nivel montan până la alpin, Fânețe montane, Turbării active, Mlaștini oligotrofe degradate, capabile încă de regenerare naturală, Mlaștini turboase de tranziție și turbării mișcătoare, Grohotișuri silicioase de la nivelul montan până la nivelul zăpezii (Androsacetalia alpinae și Galeopsietalia ladani), Pante stâncoase silicioase cu vegetație casmofită, Pajiști cu Molinia pe soluri calcaroase, turboase sau argilos-nămoloase (Molinion caeruleae), Formațiuni montane de Cytisus purgans, Pajiști uscate seminaturale și facies de acoperire cu tufișuri pe substraturi calcaroase (Festuco-Brometalia) (* situri importante pentru orhidee), Roci stâncoase cu vegetație pionieră de Sedo-Scleranthion sau Sedo albi-Veronicion dillenii, Păduri de fag subalpine medio-europene cu Acer și Rumex arifolius.
La baza desemnării sitului se află mai multe specii protejate de  plante (4): Buxbaumia viridis, Hamatocaulis vernicosus, curechi de munte (Ligularia sibirica), Orthotrichum rogeri.
Pe lângă speciile protejate, pe teritoriul sitului au mai fost identificate 27 de specii de plante, 17 specii de păsări, 1 specie de mamifere, 5 specii de nevertebrate, 1 specie de reptile.